# Metauten
Metauten est une municipalité de la communauté forale de Navarre, dans le Nord de l'Espagne.
Elle est située dans la zone linguistique mixte de la province, dans la mérindade d'Estella et à 55,4 km de sa capitale, Pampelune.
Le secrétaire de mairie est aussi celui d'Allín.

## Démographie
| Évolution démographique                                  | Évolution démographique | Évolution démographique | Évolution démographique | Évolution démographique | Évolution démographique | Évolution démographique | Évolution démographique | Évolution démographique | Évolution démographique | Évolution démographique |
| 1996                                                     | 1998                    | 1999                    | 2000                    | 2001                    | 2002                    | 2003                    | 2004                    | 2005                    | 2006                    | 2007                    |
| -------------------------------------------------------- | ----------------------- | ----------------------- | ----------------------- | ----------------------- | ----------------------- | ----------------------- | ----------------------- | ----------------------- | ----------------------- | ----------------------- |
| 311                                                      | 296                     | 291                     | 300                     | 295                     | 293                     | 302                     | 299                     | 287                     | 292                     | 281                     |
| Sources: Metauten et instituto de estadística de navarra |                         |                         |                         |                         |                         |                         |                         |                         |                         |                         |

La municipalité se compose des villages suivants, selon la nomenclature de population publiée par l'INE (Institut National de Statistique).
| Nom village        | Pop. (2006) |
| ------------------ | ----------- |
| Arteaga            | 32          |
| Ganuza             | 66          |
| Metauten (Conseil) | 45          |
| Ollobarren         | 46          |
| Ollogoyen          | 18          |
| Zufía              | 85          |

### Sources
- (es) Cet article est partiellement ou en totalité issu de l’article de Wikipédia en espagnol intitulé « Metauten » (voir la liste des auteurs).